# District historique des Phoenix Homesteads
Le district historique des Phoenix Homesteads – ou Phoenix Homesteads Historic District en anglais – est un district historique américain à Phoenix, dans le comté de Maricopa, en Arizona. Inscrit au Registre national des lieux historiques le 13 octobre 1987, il a été étendu le 15 octobre 2010. Il comprend des bâtiments dans le style Pueblo Revival.